# ナンバーテン・ブルース さらばサイゴン
『ナンバーテン・ブルース さらばサイゴン』（英語: Number 10 Blues / Goodbye Saigon, ベトナム語: Giã-biệt Sài-gòn）は、1975年製作、2014年公開の、長田紀生監督による日本の長篇劇映画である。ベトナム戦争の戦時下にあるサイゴン（現在のホーチミン市）でのロケーション撮影を敢行したが完成後に公開されることなく、37年を経た2012年10月にデジタル修復を経てデジタル編集を行って完成、翌2013年1月24日、ロッテルダム国際映画祭（IFFR）に正式招待されて上映された。日本での商業初公開は2014年4月26日。

## 概要

### 製作と完成
同作の製作にさきがけて、1973年、映画製作会社の網野映画株式会社を設立した映画監督の網野鉦一が同年、ベトナム戦争の戦時下にある南ベトナム政府（当時のベトナム共和国）の国立映画センターおよび国立テレビセンターとの合作を行い、自ら監督してセミドキュメンタリー的な児童劇映画『メコンの詩』を製作している。同作の実績をもつ網野率いる網野映画が、その翌年の1974年から製作に取り組んだのが、本作『ナンバーテン・ブルース さらばサイゴン』である。本作は合作の構えではないが、ベトナム航空が引き続き「協力」としてクレジットされた。
監督・脚本には、『修羅雪姫』（監督藤田敏八、1973年）等を手がけた脚本家の長田紀生を起用、同作は長田の初監督作となった。監督同様、撮影技師にはドキュメンタリー畑の椎塚彰、照明技師には神谷徹の助手であった松尾誠一、編集技師には浦岡敬一の助手であった大橋富代といったほぼ新人を抜擢した。助監督として新人監督を支えた渡辺範雄、製作補として網野を支えた望月正照は、網野の前作『メコンの詩』でも同じポジションを務めた人物であった。本作のクレジットに「美術」（美術デザイナー）のクレジットはなかったが、望月正照は『メコンの詩』では「美術」にもクレジットされており、本作以降のキャリアも美術デザイナーとしてのものであり、『その男、凶暴につき』（監督北野武、1989年）や『SF サムライ・フィクション』（監督中野裕之、1998年）を手がけた人物である。録音技師には『サマー・ソルジャー』（監督勅使河原宏、1972年）や『午前中の時間割り』（監督羽仁進、同年）の菊地進平、スクリプターには『日本性犯罪史 白昼の暴行鬼』（監督酒匂真直、1968年）や『音楽』（監督増村保造、1972年）の東紀子 といったインディペンデント系の新鋭を起用した。効果は福島音響の福島幸雄である。チーフ助監督の渡辺の下のセカンド助監督に、のちに映画監督となった小泉堯史がクレジットされている。
主人公の日本人商社員「杉本俊夫」役を演じたのは川津祐介、相手役のベトナム人女性「ラン」役には当時満26歳の歌手タイン・ラン（クレジットではタン・ラン）、川津の逃避行に同行する日越ハーフの少年「タロー」役にはのちに実業家となる磯村健治がキャスティングされた。サイゴンでのロケーション撮影は、同年から1975年初頭にかけての約4か月間行い、同年4月30日に同市が陥落する（サイゴン陥落）以前に撮影を終えている。ロケーション撮影した地域は終戦とともに政治体制が変わり、ベトナム社会主義共和国になった。本作については、編集に関して網野サイドと長田サイドでもめることもあったが、0号プリントまで完成している。同年10月に発行された『キネマ旬報』第668号（キネマ旬報社）にはグラビアページに「完成した」として紹介され、翌1976年1月に発行された同誌第674号の「日本映画紹介」にも掲載された。しかし興行が決まらない等の事情があり、公開を断念するに至った。

### デジタル再編集
本作の完成から31年が経過した2006年1月17日、企画・製作を行った網野鉦一が満71歳で死去している。その後、網野の遺族は、網野が製作・監督した『メコンの詩』とともに、本作のネガ原版フィルムと0号プリントを東京国立近代美術館フィルムセンター（NFC）に寄贈した。本作のプリントは「105分版」と「45分短縮版」の2種類が同センターに所蔵されていた。作品の所在を知った本作の監督の長田紀生は、遺族の了解等を得て、退色の進んだプリント・ネガ原版からデジタル修復を行い、デジタル編集を行って「99分」の新版を2012年10月に完成した。このヴァージョンは、2013年1月24日に行われた第42回ロッテルダム国際映画祭に正式招待されて上映された。同作に「タロー」役で出演していた磯村健治が経営する企業「プレサリオ」 が配給して2014年4月26日、東京都新宿区のテアトル新宿を皮切りに、初めて商業公開された。

## キャスト
- 川津祐介 - 杉本俊夫
- 靑蘭[17] - 蘭
- 磯村健治 - タロー
- 秀禎[18][19] - 幸
- きくち英一 - 太田
- 高黃[20] - 勳
- 段珠茂[21] - 陳
- 保林[22] - ?
- 松林[23] - ?

## スタッフ
- 企画・製作 : 網野鉦一
- 監督・脚本 : 長田紀生, 劉白檀[24]
- 撮影 : 椎塚彰
- 照明 : 松尾誠一
- 編集 : 大橋富代
- 音楽 : 津島利章
- 録音 : 菊地進平
- 記録 : 東紀子
- 助監督 : 渡辺範雄
- 製作補 : 望月正照、ルーバック・ダン
- 製作担当 : 小山孝和、守田弘一郎
- 効果 : 福島幸雄
- 擬斗 : 菊池英一
- 通訳 : ミス・オワン、K・フジワラ
- 撮影助手 : 宮川弘、チェン・フォン・コム
- 照明助手 : グエン・バン・トウー、グエン・バン・ルン、チュン・バン・ツゥー
- 録音助手 : 阿部敏明
- 監督助手 : 小泉堯史
- 製作助手 : 山本文夫
- 協力製作 : P & B CO., INC.
- 協力 : 東文、PLAYBOY、サンヨーインダストリー・ベトナム、ベトナム航空、東京現像所、東京テレビセンター

## 作品データ
- 製作会社 : 網野映画[2][3]
- 上映時間 : 105分（1975年完成版・NFC所蔵[2]）、99分（2014年公開版）
- フォーマット : カラー映画 - アメリカンビスタサイズ（1.85:1）
- 映画祭上映 : 
  -  オランダ 2013年1月24日（ロッテルダム国際映画祭）
  -  カナダ 2013年8月2日（ファンタジア国際映画祭）
  -  日本 2013年9月14日（福岡国際映画祭）
  -  日本 2013年9月21日（お蔵出し映画祭）
  -  フランス 2013年10月5日（戦争映画国際映画祭）
  -  日本 2013年11月15日（大阪ヨーロッパ映画祭）
- 劇場公開日 :  日本 2014年4月26日
- 配給 :  プレサリオ